# Іраньєта
Іраньєта (баск. Irañeta, ісп. Irañeta) — муніципалітет в Іспанії, у складі автономної спільноти Наварра. Населення — 161 особа (2009).
Муніципалітет розташований на відстані близько 320 км на північний схід від Мадрида, 27 км на північний захід від Памплони.

## Демографія
Динаміка населення (INE ):